# ایستگاه فینزبوری پارک
ایستگاه فینزبوری پارک (انگلیسی: Finsbury Park station) یکی از ایستگاه‌های خط ویکتوریا و خط پیکدیلی متروی لندن و راه‌آهن انگلستان است.
این ایستگاه که در فینزبوری پارک قرار دارد در سال ۱۸۶۱ میلادی تأسیس شده است.